# Griveak, Kărdjali
Griveak (în bulgară Гривяк) este un sat în comuna Kirkovo, regiunea Kărdjali,  Bulgaria. 

## Demografie
Componența etnică a satului Griveak
     Turci (90,71%)
     Nicio identificare (9,28%)
     Altele (0%)
La recensământul din 2011, populația satului Griveak era de 140 locuitori. Din punct de vedere etnic, majoritatea locuitorilor (90,71%) erau turci. Pentru 9,28% din locuitori nu este cunoscută apartenența etnică.